# Jacob Young
Jacob Wayne Young (Renton, Washington; 10 de septiembre de 1979) es un actor y cantante estadounidense, más conocido por haber interpretado a JR Chandler en la telenovela de All My Children y a Rick Forrester en The Bold and the Beautiful.

## Biografía
Es el hijo menor de Rhonda and Michael Young, Sr.  Sus padres se divorciaron y su madre se volvió a casar con Edward Vasquez. Jacob tiene un hermano llamado Michael y dos hermanas llamadas Tiffany y Charity.
Jacob nació en Renton, Washington y fue criado en Loveland, Colorado y en Roy, Washington, mudándose a los 17 años a San Diego, California con su madre.
En abril de 2006 se comprometió con su novia, Christen Steward, una modelo. La pareja se casó el 13 de mayo de 2007 en el Country Club Westmount en Woodland Park, Nueva Jersey. El 25 de noviembre de 2008 tuvieron su primer hijo, Luke Wayne Young y a su hija Molly Lynn Young el 29 de agosto de 2013.

## Carrera
El 31 de diciembre de 1997 se unió al elenco principal de la telenovela The Bold and the Beautiful donde interpretó a Rick Forrester hasta 15 de septiembre de 1999, Jacob regresó a la serie el 26 de septiembre de 2011 y desde entonces aparece en ella. Por su papel Jacob ha sido nominado para un premio Daytime Emmy como "Mejor Actor Joven en una Serie Dramática" en 1999. Jacob es el segundo actor en interpretar a Rick, siendo el primero el actor Justin Torkildsen quien dio vida al personaje de 1999 hasta 2006 y el actor Kyle Lowder de 2007 hasta 2011.
El 1 de octubre de 2003 dio vida a Adam "JR" Chandler Jr. en la telenovela All My Children hasta septiembre de 2011.
El 25 de febrero de 2000 se unió al elenco de la telenovela interpretó General Hospital donde interpretó por tres años a Lucas Lorenzo "Lucky" Spencer, Jr. hasta el 10 de febrero de 2003. 
En 2001, fue nombrado "Estrella de jabón más sexy" por la revista People.
En 2005, fue nominado otra vez para un Premio Daytime Emmy como "Mejor Actor Joven" y en 2009 fue nominado a "Mejor Actor de Reparto en una Serie Dramática".

## Filmografía
- (1997–1999; 2011-): The Bold and the Beautiful es Eric "Rick" Forrester Jr. (31 de diciembre de 1997 - 15 de septiembre de 1999 (contract); 26 de septiembre de 2011- (Contract)
- (2000): The Beach Boys: En American Family es Dean Torrence
- (2000–2003): General Hospital  es Lucas Lorenzo "Lucky" Spencer Jr. # 2 (febrero de 2000 - febrero de 2003)
- (2003–2011):  All My Children  es Adam "JR" Chandler Jr. (octubre de 2003 - septiembre de 2011)
- (2004): The Girl Next Door es Hunter
- (2004): Hope & Faith es Heath Hamilton (2 episodios)
- (2006): What Not to Wear es sí mismo
- (2021): The Walking Dead es Deaver

## Premios y nominaciones
| Año  | Categoría                                      | Premio                | Serie                      | Resultado |
| ---- | ---------------------------------------------- | --------------------- | -------------------------- | --------- |
| 2009 | Outstanding Supporting Actor in a Drama Series | Daytime Emmy Award    | All My Children            | Nominado  |
| 2009 | Best Supporting Actor in a Daytime Serial      | OFTA Television Award | All My Children            | Nominado  |
| 2005 | Outstanding Younger Actor in a Drama Series    | Daytime Emmy Award    | All My Children            | Nominado  |
| 2002 | Outstanding Younger Actor in a Drama Series    | Daytime Emmy Award    | General Hospital           | Ganador   |
| 1999 | Outstanding Younger Actor in a Drama Series    | Daytime Emmy Award    | The Bold and the Beautiful | Nominado  |